# Liste der Bodendenkmale in Zeithain
In der Liste der Bodendenkmale in Zeithain sind die Bodendenkmale der Gemeinde Zeithain und ihrer Ortsteile nach dem Stand der Auflistung von Harald Quietzsch und Heinz Jacob aus dem Jahr 1982 aufgelistet. Eventuelle Änderungen und Ergänzungen, insbesondere aus der Zeit nach der Wende, sind nicht berücksichtigt, da für Sachsen aktuell keine neueren allgemein zugänglichen Bodendenkmallisten vorliegen. Die Baudenkmale sind in der Liste der Kulturdenkmale in Zeithain aufgeführt.
| Denkmal-ID | Fundart            | Ortsteil | Bezeichnung | Zeitstellung    | Lage                                                             | Bemerkungen                                                       | Bild |
| ---------- | ------------------ | -------- | ----------- | --------------- | ---------------------------------------------------------------- | ----------------------------------------------------------------- | ---- |
| ?          | Befestigung > Burg | Bobersen | Wasserburg  | Mittelalter     | nordwestlicher Ortsrand, direkt südlich des Guts                 | Rundinsel mit breitem Wassergraben, Schutz seit 11. November 1966 |      |
| ?          | besonderer Stein   | Bobersen | Steinkreuz  | Spätmittelalter | nördlicher Ortsteil, an der Ostseite der westlichen Straßenzeile | Schutz seit 6. Juni 1973                                          |      |